# Oktor
Oktor ist eine 2003 gegründete Funeral-Doom-Band.

## Geschichte
Die Gruppe Oktor gründete sich 2003 um die Brüder Jan und Jerzy Rajkow-Krzywick von April Ethereal. Die Brüder zogen Piotr Kucharek von Eternal Tear als ergänzenden Sänger hinzu. Erst zum Ende des Jahres 2014 veröffentlichte die Band ihr Debütalbum Another Dimension of Pain über Solitude Productions und brachte die eigene Musik damit einem breiteren Publikum näher. Auf der Website des Labels und Webzines Transcending Obscurity Records wurde der Gruppe mit diesem Schritt eine „weltweit beträchtliche Fangemeinde“ zugesprochen.
Vorherige Veröffentlichungen erschienen bei Unternehmen die in Relation zu Solitude Productions als kleinere Label betrachtet werden und blieben in der internationalen Rezeption eher gering beachtet. Die EP EP aus dem Jahr 2004 und das im darauf folgenden Jahr erschienene und die Stücke der EP wiederverwendende Split-Album Nenia / Oneiric Dirges in Mono / EP mit Quercus und The River erschienen über Foreshadow Productions. Weiter veröffentlichte die Gruppe mit All Gone in Moments beide Stücke der EP ergänzt um zwei weitere Stücke, darunter ein Coverstück der Gruppe Skepticism, dass die Band für das Tribut-Album Entering the Levitation – A Tribute to Skepticism eingespielt hatte, 2007 als Kompilation über den Labelnamen KRG Records im Selbstverlag als Kompilation.
Für das Webzine Doom-Metal.com wurden die EP, das Split-Album und das Debüt besprochen. Alle Veröffentlichungen wurden von den jeweiligen Rezensenten positiv bewertet. Matt Zuchowski lobte die EP als „eine erfreuliche Überraschung“ und verwies auf die Fähigkeit der Gruppe „die Stimmung jedes Songs mithilfe von Ambient-Klängen und orchestraler Unterstützung zu bestimmen.“ Arnstein Petersen nannte das Split-Album, die beste Split-Veröffentlichung im Genre und eine Veröffentlichung die jedem Funeral-Doom-Fan etwas zu geben wüsste. Chris Hood nannte in seiner Rezension des Debütalbums den Umstand der Herkunft der Gruppe „erfrischend“ in einem Genre, dass von fennoskandinavischen Interpreten dominiert sei. Insbesondere da Oktor auf Another Dimension of Pain eine Musik präsentieren würden die „Fans von Funeral Doom, Death Doom und Gothic Doom gleichermaßen ansprechen“ sollte. Mit der Veröffentlichung über Solitude Productions nahm die internationale Beachtung deutlich zu.

## Stil
Die von Oktor gespielte Musik wird als Funeral Doom kategorisiert. Dabei erscheine die Musik als „etwas langsamere und härtere Version der frühen Anathema“. Die Gruppe kombiniere derweil eine klare und gesprochene Stimme mit tiefem Growling. Das Gitarrenspiel, „schleiche in einem angemessen langsamen Tempo dahin“ und würde „von Keyboard-Harmonien und gelegentlich von Solo-Leads“ die sich dem Death Metal entlehnen unterstützt. Sven Lattemann nennt die Musik in seiner für Metal.de verfassten Besprechung „Genregemäß“, und beschreibt die Stilmittel als dominierende „tiefe, schleppende Gitarren in Verbindung mit leichteren Melodien und einer tiefen Gesangsstimme“.

## Diskografie
- 2004: EP (EP, Foreshadow Productions)
- 2005: Nenia / Oneiric Dirges in Mono / EP (Split-Album mit Quercus und The River, Foreshadow Productions)
- 2007: All Gone in Moments (Kompilation, KRG Records)
- 2014: Another Dimension of Pain (Album, Solitude Productions)